# Moord op Anna Lindh
Op 10 september 2003 werd Anna Lindh, minister van Buitenlandse Zaken van Zweden, in Stockholm neergestoken. Zij overleed de dag daarna in het ziekenhuis aan verwondingen in borst, buik en arm, die haar toegebracht waren met een mes. Op het moment van de aanval was zij met een vriendin aan het winkelen in het warenhuis NK in Stockholm. Zij werd ten tijde van de aanval niet bewaakt.

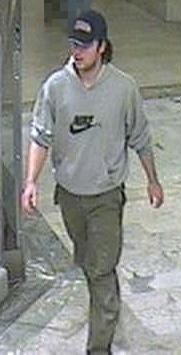
Mijailo Mijailović, de moordenaar van Lindh

De politie hield op 24 september, na aanvankelijk een onschuldige verdachte te hebben opgepakt en weer te hebben vrijgelaten, de uit Servië afkomstige Mijailo Mijailović aan. In december 2003 liet de politie weten dat het DNA van deze verdachte overeenkwam met het DNA dat de politie op het weggeworpen mes en kleding van de verdachte had gevonden. De verdachte bekende op 8 januari 2004 dat hij de fatale steken had toegebracht. Er zouden volgens zijn advocaat geen politieke motieven in het spel geweest zijn. Op 23 maart 2004 werd hij door een rechtbank in Stockholm tot levenslange gevangenisstraf veroordeeld. In hoger beroep werd op 9 juli de straf van Mijailovic omgezet tot gedwongen opname in een psychiatrische inrichting.
Op 2 december 2004 verwierp de Hoge Raad het vonnis van de rechtbank en werd Mijailovic weer tot levenslange gevangenschap veroordeeld. Vrezend voor zijn leven in een Zweedse gevangenis, probeert Mijailovic sinds die tijd overgeplaatst te worden naar een Servische gevangenis. Tot op heden echter zonder resultaat.
In de weken voor de moord was Lindh met de campagne voor het invoeren van de euro in Zweden bezig. Het referendum hierover, op zondag 13 november 2003, werd overigens niet geannuleerd en resulteerde in een 'nee' van de bevolking tegen de invoering van de euro in Zweden.
De schok die haar dood in Zweden en de internationale gemeenschap veroorzaakte wordt wel vergeleken met die na de moord op de Zweedse premier Olof Palme in 1986, wiens zaak pas in 2020 werd opgelost toen Stig Engström als dader werd aangewezen.